# جنگ فرانسه و مکزیک
جنگ فرانسه و مکزیک
در ۱۷ ژوئیه سال ۱۸۶۱ جنگ بین فرانسه و مکزیک اتفاق افتاد. در آن زمان ناپلئون سوم در فرانسه حکومت می‌کرد. زمانی که بنیتو خوارز رییس جمهور مکزیک از دادن بهره به کشورهای بزرگ اروپایی چون: بریتانیا، فرانسه و اسپانیا سر باز زد، دلیل و بهانه‌های لازم برای مداخله نظامی فرانسه در مکزیک و تسلط بر مکزیک فراهم شد. تسلط بر مکزیک به معنی به‌دست آوردن بازار تجاری آمریکای لاتین بود که ناپلئون این را خوب می‌دانست. و هم‌چنین مکزیک دارای معادن نقره‌ی بسیاری بود؛ که استخراج آن می‌توانست نیازهای امپراتوری فرانسه را برطرف کند. به همین دلیل فرانسه با بریتانیا و اسپانیا ائتلافی برای جنگ با مکزیک تشکیل داد. این کار باعث اعتراض آمریکا شد ولی آمریکا خود درگیر بحران جنگ داخلی بود.
این سه قدرت در تاریخ ۳۱ اکتبر در لندن پیمانی امضا کردند. در ۸ دسامبر ناوگان و نیروهای اسپانیایی به بندر مکزیک، وراکروز رسید. با این حال نیروهای فرانسوی برنامه‌ریزی کاملی برای تصرف مکزیک داشتند.

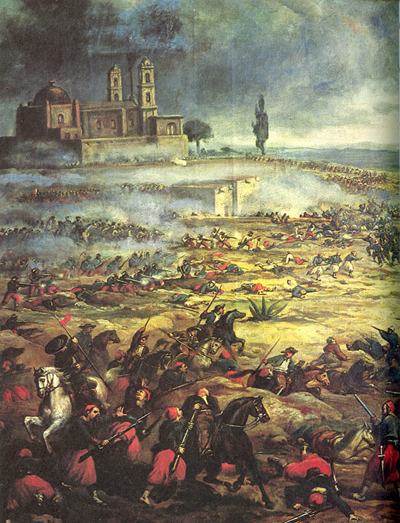
نبرد پوئبلا

پس از مدتی اسپانیایی‌ها و انگلیسی‌ها شکست سختی از قوای مکزیک خوردند؛ که منجر به عقب نشینی آن‌ها شد. ولی قوای فرانسوی توانست پیروزی‌هایی به‌دست آورد و پیش‌روی‌هایی در مکزیک داشته باشد. این پیروزی‌ها باعث اشغال نیمی از خاک مکزیک توسط قوای فرانسه و سرنگونی حکومت مرکزی و تسلط فرانسه بر نیمی از مکزیک شد. در این مدت قوای مکزیکی که به نیروی‌های جمهوری‌خواه مکزیک معروف شدند با قوای فرانسوی به نبرد مشغول بودند و در سال ۱۸۶۶، فرانسه که تلفات سنگین و هزینه‌های مالی زیادی را متحمل شده بود، تصمیم به خروج نیروهایش از مکزیک گرفت. با خروج فرانسه از مکزیک جمهوری‌خواهان حکومت را به‌دست گرفتند.

حرکت قوای فرانسوی اشغال مکزیک